# QV66
QV66（全稱Valley of the Queens 66，即王后谷第66號墓）是拉美西斯二世的正室妻子妮菲塔莉位於王后谷的墓穴。建於第十九王朝。直到1904年，被一位名叫厄内斯托·斯基亚帕雷利（时任都灵埃及博物館館長）的考古學家發現。

## 墓穴內部

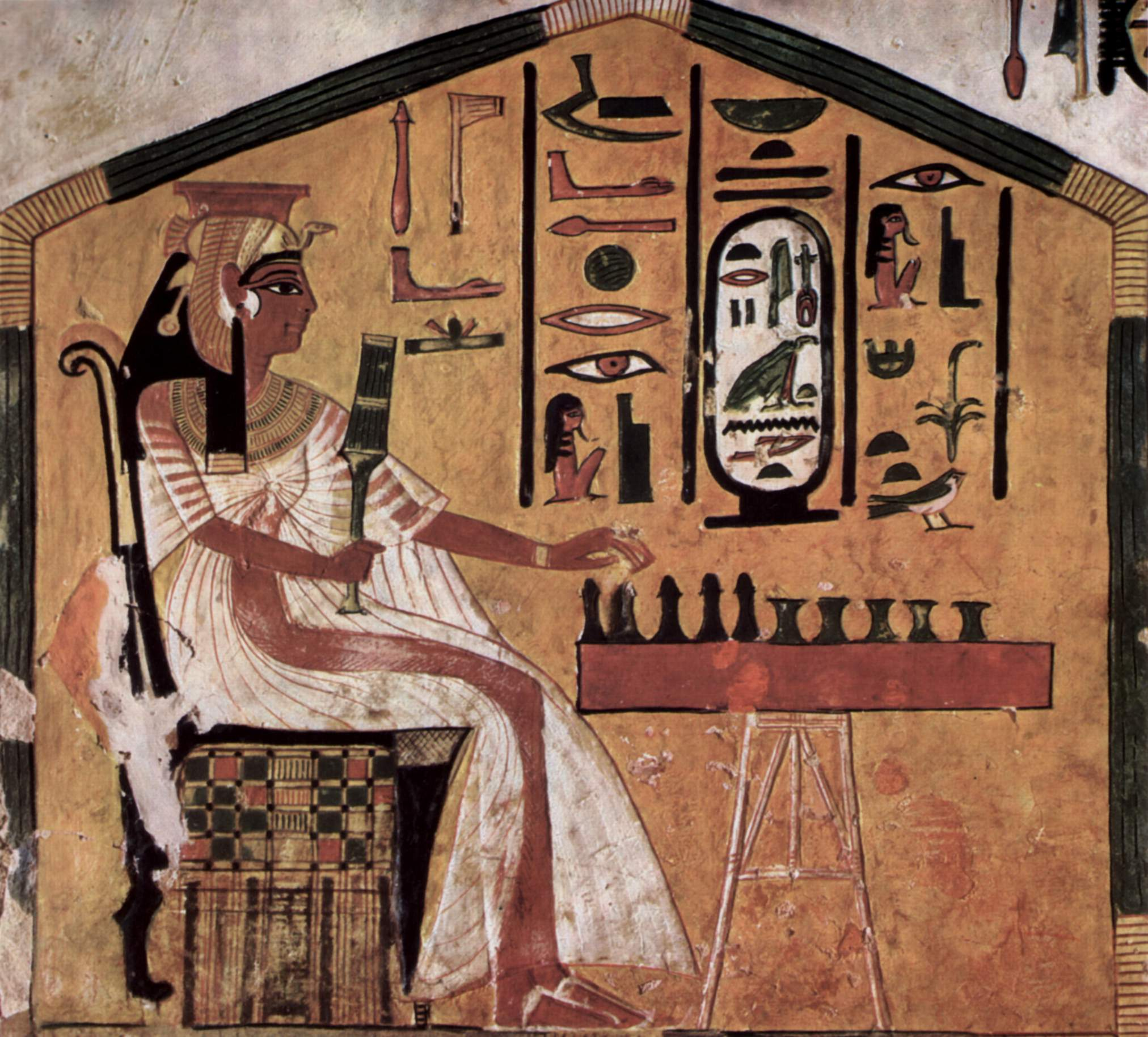
QV66內的著名壁畫，妮菲塔莉在玩塞尼特。

從通道進入墓穴最外側的前廳‧可以看到牆壁上所畫的亡靈書第17章部分，天花板則畫成深藍色和無數的五角星，代表天空。前廳東邊的接待室大門左右兩側畫著古埃及神祇歐西里斯和阿努比斯。在東側接待室裡，畫出妮菲塔莉在歡迎神來迎接的情景。回到前廳，北牆那側有一條樓梯通道，通道的盡頭就是妮菲塔莉之石棺擺放的地方。石棺擺放在一個約90平方米的正方形大廳中央，大廳四個角落均用刻滿華麗裝飾的石柱之稱。根據古埃及宗教教義，這是能讓死者起死回生的「金色大廳」，而此「金色大廳」的牆壁畫著亡靈書第144和146章，其中第144章畫有死著通過歐里西斯旁的大門，表示起死回生。

### 拉美西斯二世的詩
拉美西斯二世與正室妻子妮菲塔莉有著深厚的感情，可以從他寫在QV66內牆壁的詩看出來：
我的愛是獨一無二的，
沒有任何人可以媲美她，
因為她是世上最美麗的女人，
僅僅透過接觸，
她就已偷走我的心。
雖然當時有些埃及女王只是讓法老方便有更多更大的權利，但是拉美西斯二世對妮菲塔莉不同，反而像是一種依戀。

### 壁畫
相較於其他王后谷內的陵墓，QV66裡的壁畫價值與保存完整度都相對較高，使現今對於古埃及墓葬的資料多了一個參考之處。墓穴中較完整的壁畫場景大多取自亡靈書的第148、144、94、146和17章的內容，也畫出妮菲塔莉死亡與最後的旅程，並描述死後的重生，戰勝陰間黑暗而贏得永遠不朽的勝利。

### 盜墓
QV66內原本有不少與妮菲塔莉一起埋葬的珠寶和黃金文物，但絕大多數都被盜墓賊偷走，保存下來的僅少數幾個。皇后部份木乃伊已被发现,现藏都灵埃及博物馆

## 現今
1950年，這座墓正式開放讓外界參觀，但是因為有不少遊客隨意損壞牆上的壁畫或裝飾，導致不少文物損毀嚴重。
於是當局有關單位在1986年宣布全面封閉，進行拯救文物工作。直到1992年春天，埃及當局才開放QV66，但訂定了嚴格的限制，避免文物再度毀損。

## 更多壁畫

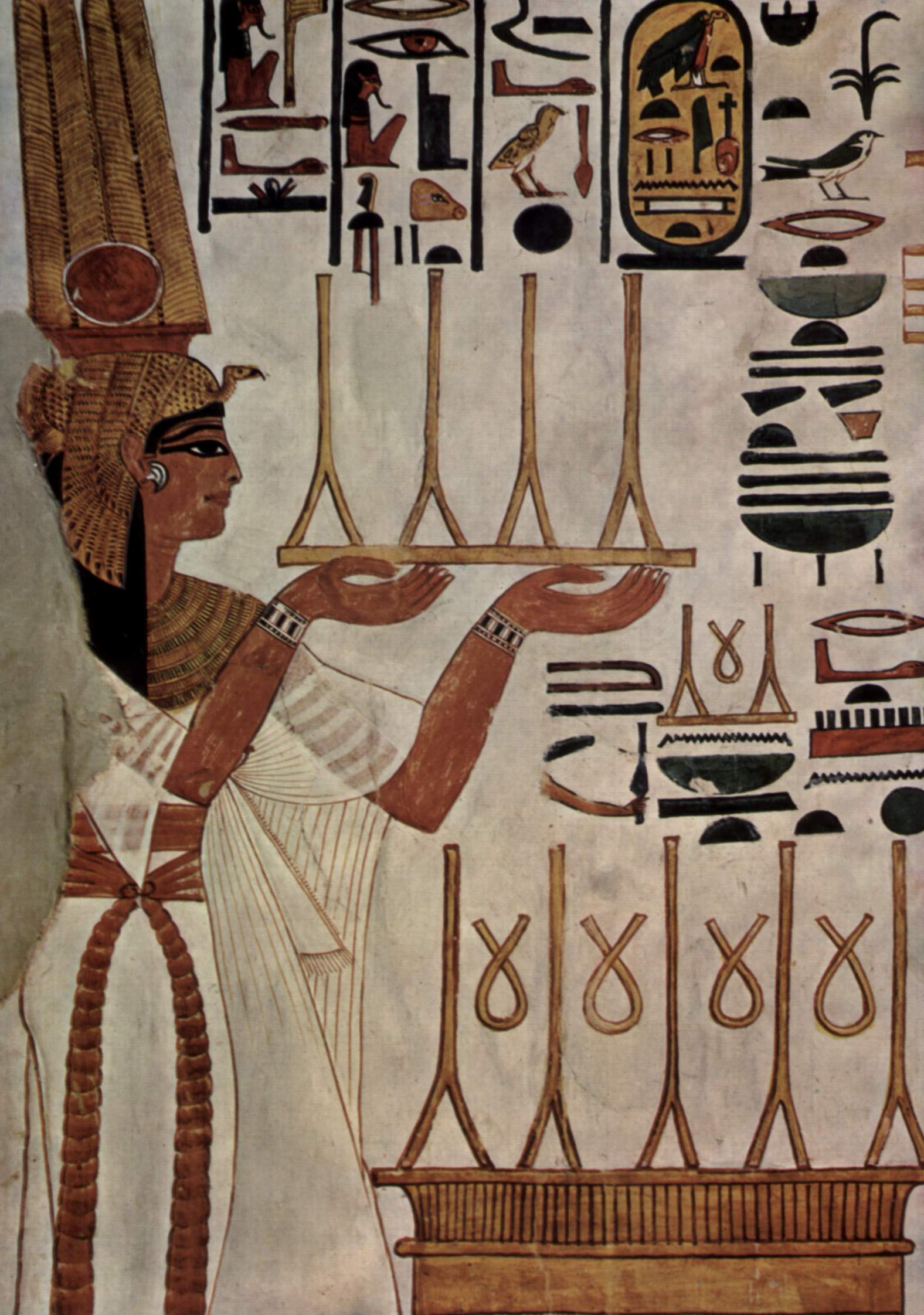
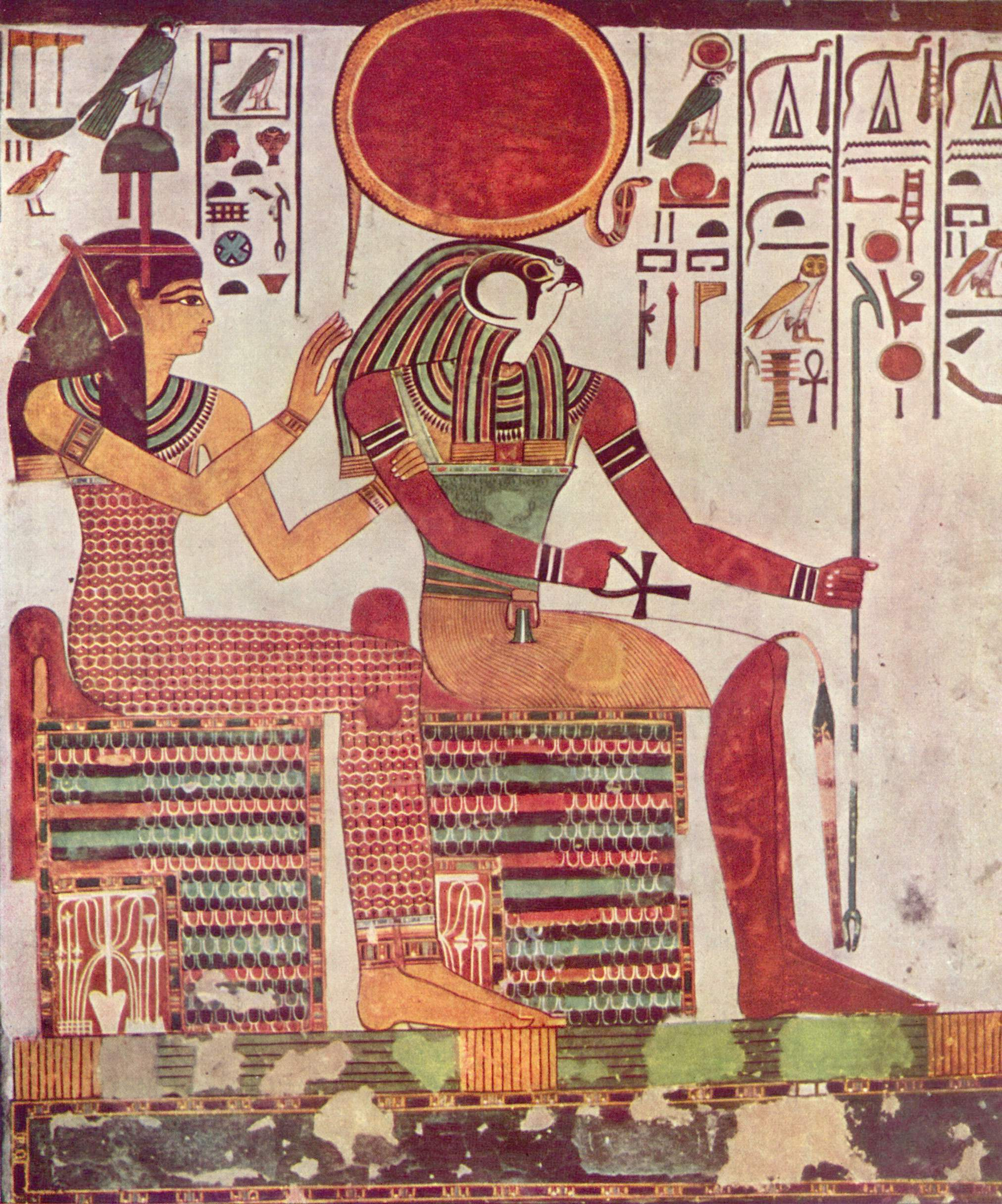
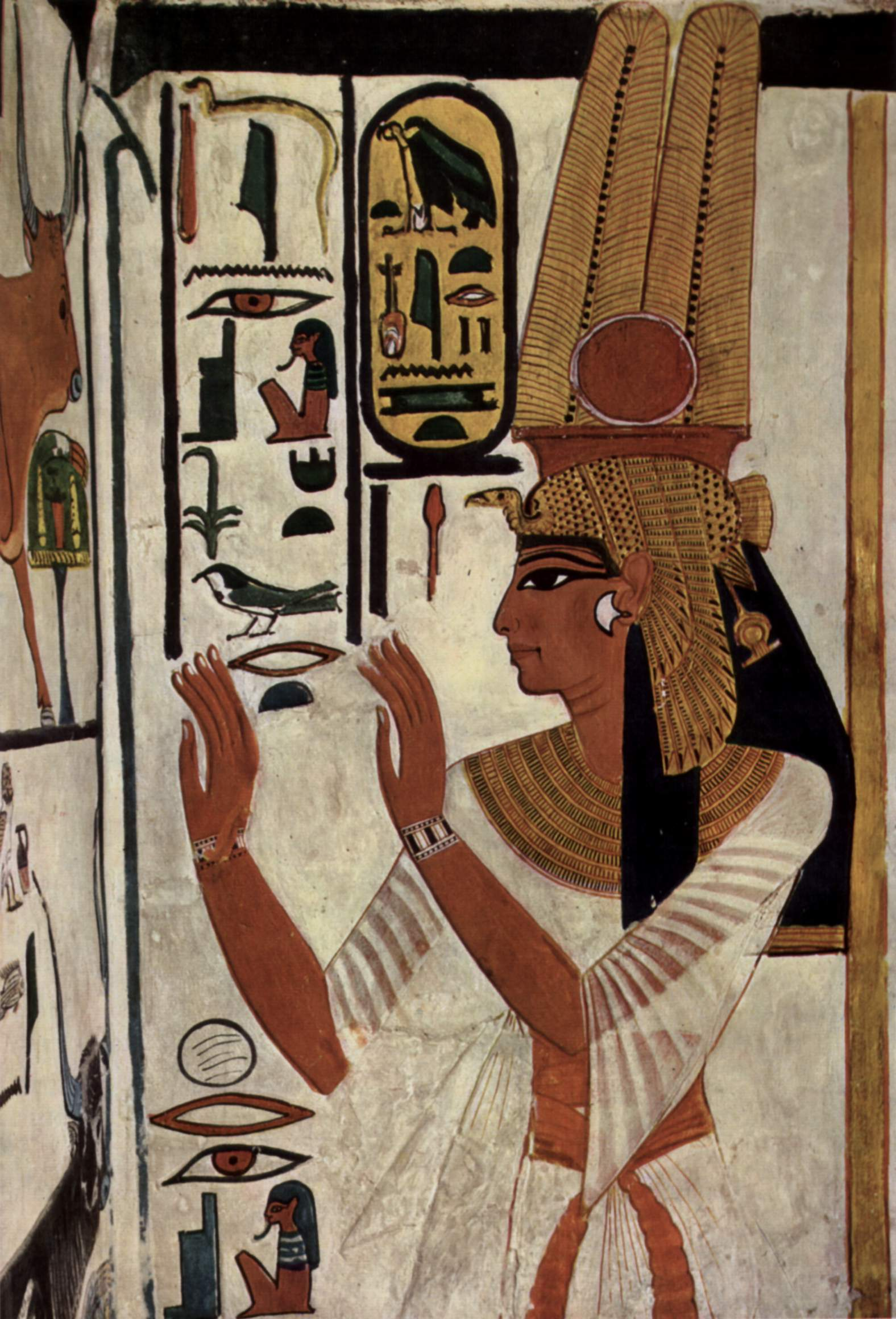

## 外部連結
- La tumba de Nefertari.